# Wipfeld
Wipfeld là một đô thị ở huyện Schweinfurt bang Bayern, Đức.